# الصالحية (دمشق)
منطقة الصالحية هي منطقة قديمة ومشهورة في دمشق في سوريا، وتشتهر بحاراتها وبيوتها القديمة والجميلة والمميزة، إضافة إلى مناطقها الحديثة.
وصفها ياقوت الحموي بأنها قرية كبيرة ذات أسواق وجامع في لحف جبل قاسيون من غوطة دمشق وفيها قبور جماعة من الصالحين ويسكنها أيضًا جماعة من الصالحين لا تكاد تخلو منهم، وأكثر أهلها ناقلة البيت المقدس على مذهب أحمد بن حنبل.

## موقعها
تقع على سفح جبل قاسيون، وتمتد منطقة الصالحية بوضعها الجديد من بوابة الصالحية جنوبًا إلى جامع الأربعين الصالحية شمالًا ومن مسجد أبي النور شرقًا إلى العفيف غربًا.

## تسميتها
اختُلف في ذلك فقيل لكونها بسفح قاسيون وهو معروف بجبل الصالحين، وقيل الصالحين نسبةً إلى بني قدامة الّذين سكنوها وعُرفوا بالصّلاح. ، وقيل لأن الذين وضعوها كانوا بمسجد أبي صالح فنسبت إليه. وجاء في "خطط الشام" أن الصالحية نسبت إلى ابن قدامة لنزوله بمسجد أبي صالح بظاهر باب شرقي. وأكّد المؤرّخ الدّمشقيّ أبو شامة ذلك بقوله: "بهم سمّيت الصّالحيّة لصلاحهم".

## تاريخها
أسِّس حي الصالحية في أواخر القرن السادس الهجري (12م) بعد احتلال الصليبيين للقدس، حيث لجأ عدد كبير من العلماء والفقهاء والمهاجرين المسلمين إلى دمشق، وخصوصًا إلى المناطق المرتفعة على سفح جبل قاسيون. وقد دعم صلاح الدّين الأيّوبيّ هذا النّزوح وساهم في تأسيس الحيّ، حيث أراد توفير بيئة آمنة ومستقرّة لهؤلاء العلماء والمهاجرين.
في عام 1156، هاجر الشّيخ أحمد بن محمّد بن قدامة المقدسيّ الحنبليّ من قريته جمّاعين قرب نابلس هربًا من الصّليبيّين واستقرّ في دمشق مع أقربائه. انتقلوا لاحقًا إلى منطقة الصّالحيّة عند ضفاف نهر يزيد وسفح جبل قاسيون، حيث أُعجب الشّيخ بالموقع وقال: "ما هذا إلّا موضع مبارك".
بنى الشيخ وأسرته دارًا على أنقاض دير مهجور، أصبح يُعرف بـ"دير الحنابلة"، وهو النّواة الأولى لحيّ الصّالحيّة. سرعان ما ازدادت الهجرات من بيت المقدس إلى الحيّ، فازدهرت فيه المباني والأسواق. ذاع صيت الشّيخ أحمد في دمشق، وجعل أهلها والسّلطان نور الدّين زنكي يتوافدون لزيارته.

وفقًا لما ذكره العلّامة محمّد سيدو الكورانيّ، كان حيّ الصّالحيّة في الثّلاثينات من القرن العشرين مجرّد محلّة واحدة. وضمّ الحيّ منطقة تُسمّى “الشّركسيّة”، والّتي تعني بالكرديّة "الأشخاص الأربعة" وتضمّ مدفنًا لأربعة رجال بأسلحتهم الحربيّة الكاملة. 

الأحياء الدمشقية

## أحياؤها
ينقسم حيّ الصالحية إلى منطقتين رئيستين: 
- حيّ الصّالحيّة القديم: يشمل مناطق مثل أبو جرش وحيّ الأكراد (ركن الدّين) و حي الشيخ محيي الدين.
- حيّ الصّالحيّة الحديث: يشمل مناطق مثل المهاجرين والعفيف و الشهداء والشهبندر.

## معالمها
يمرّ في الصّالحيّة فرعان من نهر بردى، هما نهر يزيد في حيّ الأكراد ونهر تورا في حيّ الصّالحيّة، ممّا أضفى على المنطقة جمالًا وخصوبة. ويُعَدُّ شارع الصالحية من الشوارع الرّئيسة في دمشق، يمتدّ من ساحة يوسف العظمة إلى ساحة عرنوس، ويشتهر بالمحلّات التّجاريّة الرّاقية ودور السّينما.
وهي منطقة تحتوي العديد من الآثار من العهد الأيوبي كحمام المقدم ومقام أبي النور ومقبرة الأكراد الأيوبية والمدرسة الركنية والعهد العثماني كمسجد الشيخ محي الدين بن عربي المدفون في حرم المسجد عدد من العلماء منهم محمد سكر، وكان قد دفن في هذا المسجد أيضا المجاهد عبد القادر الجزائري ولكن رفاته قد نقلت إلى الجزائر بعد الانسحاب الفرنسي.
كانت تعرف منطقة الصالحية أو حي الصالحية كما يعرف بين الأهالي باسم «دمشق الجديدة» قديما، وقد تشكـّلَ خلال الفترات الزنكية والأيوبية والمملوكية بفعل الهجرات المتتابعة من فلسطين وأشهرهم آل قدامة ومن المقاتلين الذين كانوا في جيش صلاح الدين الأيوبي بعد عودته من معركة حطين الذي انتصر فيها على الصليبين وانتقال سكان المدينة القديمة نتيجة للاكتظاظ السكاني ضمن حدود المدينة التاريخية، وانتشار الازدهار الاقتصادي والأمن في «دمشق»، بعد ما عانته خلال الحروب الصليبية، وهذا ما تدل عليه القبب الحمراء المنتشرة في هذا الحي.
ولكن ازدهاره الحقيقي كان في العهد العثماني حيث أصبح من الأحياء المشهورة في دمشق.
جامع الحنابلة هو من أقدم مساجد الحيّ، وكان مركزًا لتجمّع علماء وفقهاء المذهب الحنبليّ، وقد لعب دورًا بارزًا في نشر الفقه الحنبليّ في دمشق وما حولها.
والزّوايا الصّوفيّة كانت الزّوايا أماكن للتّعبّد والذّكر، واشتهرت بكونها مراكز لتعليم التّصوّف.
وسوق الجمعة: هو سوق شعبيّ كان يُقام أسبوعيًّا واشتهر ببيع التّحف، والكتب القديمة، والمقتنيات التّراثيّة، وكان يُعدّ نقطة تجمّع لسكّان الحيّ.
والمنازل التّقليديّة التي تتميّز منازل الحيّ بالطّراز الدّمشقيّ التّقليديّ، مع حدائق داخليّة ونوافير. وعكست هذه المنازل الطّابع التّراثيّ للحيّ، وما زال بعضها قائمًا حتّى اليوم.

## من أعلامها
- ابن قدامة المقدسي
- ابن المبرد
- أيوب الخلوتي
- محمد بن نجم الدين الصالحي
- أحمد راتب النفاخ
- فتحي أحمد صافي